# Roger de Larcy
Le baron Roger Charles de Larcy, né le 20 août 1805 au Vigan (Gard) et mort le 8 novembre 1882 au château de Faveyrolles à Pierrelatte, est un homme politique français.

## Biographie
Roger Saubert de Larcy est issu d'une vieille famille du Vigan. Juriste de formation, il fut toute sa vie un fidèle partisan du « comte de Chambord ». 
Député et conseiller général du Gard dans le 3e canton (traditionnellement légitimiste). 
Il a été ministre des Travaux publics du 19 février 1871 au 7 décembre 1872 (cabinet Dufaure) et du 26 novembre 1873 au 21 mai 1874 (cabinet Broglie).
Sénateur inamovible le 4 décembre 1877, vice-président du Sénat en 1881.
Comptant en 1877 parmi les premiers membres du Comité de l'art chrétien de Nîmes, il est l'auteur de deux ouvrages et de nombreux articles.